# The Sea (album)

The Sea est le second album studio de Corinne Bailey Rae sorti le  15 février 2010.

## Liste des titres
1. Are You Here
2. I'd Do It All Again
3. Feels Like The First Time
4. The Blackest Lily
5. Closer
6. Love's On Its Way
7. I Would Like To Call It Beauty
8. Paris Nights/ New York Mornings
9. Paper Dolls
10. Diving For Hearts
11. The Sea